# Chromatomyia succisae
Chromatomyia succisae är en tvåvingeart som beskrevs av Erich Martin Hering 1922. Chromatomyia succisae ingår i släktet Chromatomyia och familjen minerarflugor.
Artens utbredningsområde är Tyskland. Inga underarter finns listade i Catalogue of Life.